# Krasnolissea, Simferopol
Krasnolissea (în ucraineană Краснолісся) este un sat în comuna Dobre din raionul Simferopol, Republica Autonomă Crimeea, Ucraina.

## Demografie
Componența lingvistică a localității Krasnolissea
     Rusă (68,34%)
     Tătară crimeeană (22,4%)
     Ucraineană (6,44%)
     Alte limbi (0,09%)
Conform recensământului din 2001, majoritatea populației localității Krasnolissea era vorbitoare de rusă (68,34%), existând în minoritate și vorbitori de tătară crimeeană (22,4%), ucraineană (6,44%) și armeană (1,32%).